# Fidel Ramos

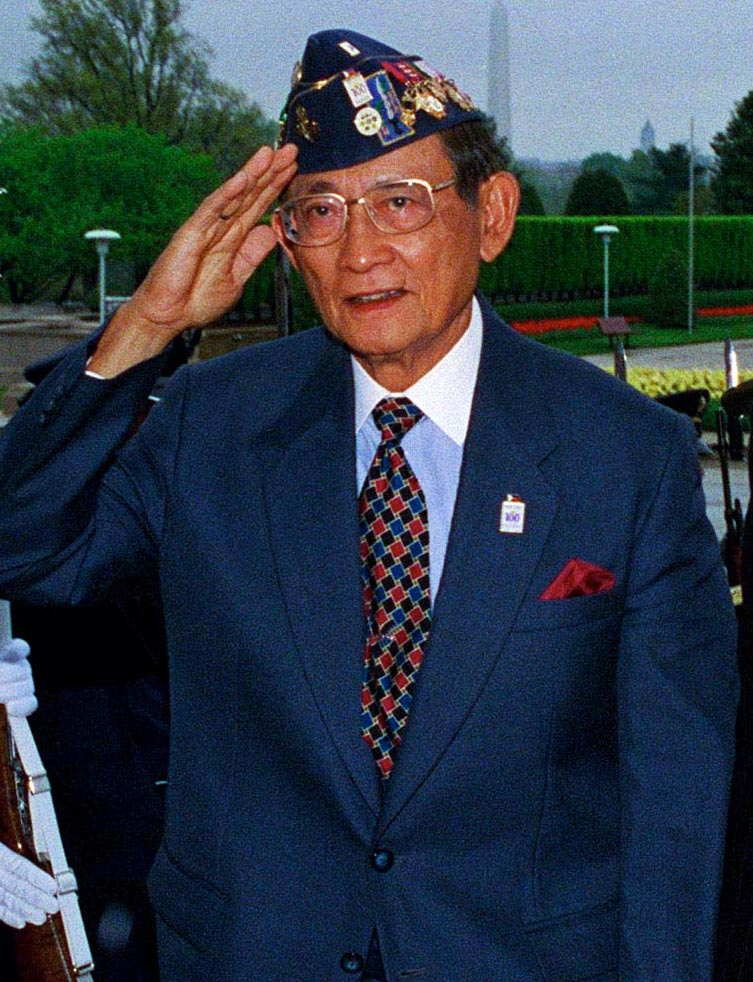
Fidel Ramos bei einem Besuch des Pentagons, 1998

Fidel Valdez Ramos (* 18. März 1928 in Asingan, Lingayen, Provinz Pangasinan; † 31. Juli 2022 in Manila) war ein philippinischer General und Politiker (Lakas CMD). Er war der zwölfte Präsident der Philippinen und regierte von 1992 bis 1998. Zuvor war er von 1972 bis 1986 Kommandeur der militärischen Polizei (Philippine Constabulary), 1984–1985 und 1986–1988 Chef des Stabes der Streitkräfte der Philippinen sowie von 1988 bis 1991 Minister der nationalen Verteidigung.

## Herkunft
Fidel Valdez Ramos war der Sohn des Journalisten, Rechtsanwalts und langjährigen Mitglieds des Repräsentantenhauses Narciso Ramos, der 1967 als Außenminister den Vertrag zur Gründung der ASEAN in Bangkok unterzeichnete. Über seine Mutter, die Lehrerin und Frauenrechtlerin Angela Valdez, war er mit Präsident Ferdinand Marcos verwandt.

## Militärische Laufbahn

### West Point und Koreakrieg
1946 schlug Ramos eine militärische Laufbahn ein. Dabei absolvierte er zunächst eine Ausbildung an der US-amerikanischen Militärakademie in West Point. Nach dem Abschluss 1950 folgte ein Studium an der University of Illinois, das er bereits 1951 als Bauingenieur abschloss.
Während des Koreakrieges war er von 1952 bis 1953 als Leutnant Führer eines Infanteriezuges.

### Weitere Ausbildung und Vietnamkrieg
Nach dem Koreakrieg setzte er zunächst sein Ingenieurstudium fort. Anschließend wurde er in Einheiten der United States Army in Fort Benning, Georgia, und Fort Bragg, North Carolina, militärisch weitergebildet. In Fort Bragg war er 1960 bester Absolvent seines Jahrgangs im Fach „Spezialeinheiten, psychologische Kriegführung und Lufttransport“.
Nach der Rückkehr aus den USA war er 1962 Gründer und bis 1965 Kommandeur der Spezialkräfte der philippinischen Armee (AFP-SF). Dabei handelte es sich um eine Fallschirmjägertruppe, die hauptsächlich zur Bekämpfung kommunistischer Aufständischer eingesetzt wurde.
Auf der Seite der US Army war er 1966 bis 1968 während des Vietnamkrieges Chef des Stabes des philippinischen Truppenkontingentes („Philippine Civil Action Group“/ AFP-PHILCAG).

### Marcos-Regime und Unterstützung von Corazon Aquino
Zwischen 1968 und 1970 war er stellvertretender Chef des Stabes für Heimatverteidigung der AFP. 1970 wurde er Chef der philippinischen Constabulary, die zunächst Teil der philippinischen Streitkräfte war und später in der regulären philippinischen Polizei aufging. 1984 wurde er schließlich Generalleutnant und stellvertretender und amtierender Chef des Stabes.
Während seiner langjährigen Dienstzeit wurde Ramos trotz seiner aufgrund der verwandtschaftlichen Beziehungen bestehenden Loyalität zu Präsident Ferdinand Marcos zunehmend zum Kritiker des Präsidenten und seines Regimes. Als die Lage zunehmend kritischer wurde, verweigerte er Ende Januar 1986 zusammen mit dem damaligen Verteidigungsminister Juan Ponce Enrile dem Präsidenten die Gefolgschaft und unterstützte mit ihm in den folgenden Wochen die Proteste gegen das Marcos-Regime während der EDSA-Revolution. Dies ermöglichte die Einsetzung von Corazon Aquino als Präsidentin, der Witwe des unter Marcos ermordeten Oppositionsführers Benigno Aquino.
Ramos erreichte kurz darauf den Höhepunkt seiner militärischen Laufbahn, als er im Februar 1986 nach dem Sturz von Präsident Marcos von Präsidentin Aquino zum General und Chef des Stabes der philippinischen Streitkräfte befördert wurde.
Im Januar 1988 beendete Fidel Ramos seine aktive militärische Laufbahn und wurde als Nachfolger von Juan Ponce Enrile Verteidigungsminister. Dieses Amt behielt er bis 1991. Während seiner Amtszeit setzte er sich für eine Stärkung des Katastrophenschutzes sowie der nationalen Sicherheit und Ordnung ein. Zugleich war er zuständiges Kabinettsmitglied für die regionale Entwicklung im Südwesten der Philippinen.

## Präsidentschaft 1992 bis 1998
1992 wurde Fidel Ramos in der ersten Mehrparteien-Präsidentschaftswahl in der Geschichte der Philippinen zum Präsidenten gewählt. Am 30. Juni 1992 wurde er als zwölfter Präsident der Republik der Philippinen vereidigt. Er war der erste und bisher einzige evangelische Präsident der überwiegend katholischen Philippinen.
Zur Erreichung seines Wahlerfolges gründete er die People Power Party (Partido Lakas Tao), die sich zu einer Koalition mit mehreren anderen Parteien zusammenschloss, und fand so einen breiten Rückhalt in der Wahlbevölkerung.
Während seiner sechsjährigen Präsidentschaft bemühte sich Ramos, die Spuren der zwanzigjährigen Marcos-Diktatur zu beseitigen. Dabei konnte er sich erfolgreich gegen eine Reihe von militärischen Staatsstreichen wehren. Zugleich setzte er sich für eine politische Stärkung der Bevölkerung ein, um somit wirtschaftliches Wachstum, soziale Gleichheit und nationale Solidarität zu erreichen. Zudem leitete er Regierungsprogramme zur umweltverträglichen Entwicklung und zum Umweltschutz sowie einer schlankeren Bürokratie ein.

## Nach der Präsidentschaft
Nach dem Ende seiner Präsidentschaft setzte sich Ramos zusammen mit seiner Ehefrau Amelita „Ming“ Martinez für viele Projekte im Bereich des Umweltschutzes sowie der Entwicklung der Kultur und Kunst sowie der Zukunftssicherung ein. Ramos starb im Alter von 94 Jahren an den Folgen von COVID-19.

## Auszeichnungen
- 1995: Knight Grand Cross des Order of St Michael and St George
- 1997: Félix-Houphouët-Boigny-Friedenspreis mit Nur Misuari, Chairman of the Moro National Liberation Front, Philippines

## Reden und Veröffentlichungen
- An IMF Success Story – AFTER 30 YEARS OF STRUGGLING, THE PHILIPPINES EMERGES WITH A SOUND ECONOMY (Memento vom 16. Oktober 2007 im Internet Archive)
- TOWARD A LIVING ASIA-PACIFIC COMMUNITY (Memento vom 6. März 2008 im Internet Archive), November 1996